# Rinaldo (cantata)
Rinaldo è una cantata per tenore solista, coro maschile in quattro parti e orchestra, del compositore tedesco Johannes Brahms. Fu iniziato nel 1863 come iscrizione ad un concorso corale indetto ad Aquisgrana e terminato nel 1868.

## Storia
Brahms scelse come testo il poema drammatico omonimo di Johann Wolfgang von Goethe, che presenta un episodio dell'epica Gerusalemme liberata di Torquato Tasso, sotto forma di una serie di dialoghi tra il cavaliere Rinaldo, incantato dalla strega Armida e i suoi compagni cavalieri, che lo richiamano sulla via del dovere. 
La parte di Armida non viene cantata perché fa solo un'apparizione silenziosa. Sebbene il lavoro fosse completato per quattro quinti nel 1863, Brahms lo mise da parte e lo terminò solo nel 1868 dopo il successo del suo Ein deutsches Requiem. 

## Strumentazione
Il lavoro comporta il seguente organico: ottavino, due flauti, due oboi, due clarinetti, due fagotti, due corni, due trombe, tre tromboni, timpani, tenore solista, coro maschile in quattro parti e archi. Una performance tipica dura tra i 36 ei 40 minuti.

## Movimenti
7 movimenti (senza interruzione)
1. Introduzione, ritornello: "Zum den Strande". Allegro (218 battute)
2. Tenore e coro: "Stelle her der Goldnen Tage". Poco adagio (315 battute)
3. Coro: "Nein nicht lager". Allegro non troppo (87 battute)
4. Coro: "Zurück nur, zurücke!" Allegretto non troppo (120 battute)
5. Tenore solo e coro: "Zum zweiten male". Andante con moto e poco agitato (282 battute)
6. Coro e solista: "Schon stand sie erhöret". Andante (57 battute)
7. Coro girato sul mare: "Segel schwellen". Allegro (346 battute)

## Esecuzione
La prima ebbe luogo a Vienna il 28 febbraio 1869 in un concerto dell'Akademischer Gesangverein. Il compositore diresse, con il tenore Gustav Walter, un coro studentesco di 300 persone e l'orchestra dell'Opera di Corte. Rinaldo è stato successivamente pubblicato come Op. 50 di Brahms. Non è mai stata popolare, ma è interessante sotto molti punti di vista, anche perché può dare l'idea più vicina di come sarebbe suonata un'opera di Brahms.